# لویتن ۷۲۶-۸
لویتن ۷۲۶–۸ (انگلیسی: Gliese 65) که با نام (Luyten 726-8) نیز شناخته می‌شود، یک منظومهٔ ستاره‌ای دوتایی است که یکی از نزدیک‌ترین همسایگان زمین است. این منظومه در فاصله ۸٫۸ سال نوری (۲٫۷ پارسک) از زمین در صورت فلکی نهنگ قرار دارد. این دو ستاره هر دو ستاره‌های شعله‌ور با نام‌های ستاره متغیر BL Ceti و UV Ceti هستند.

## منظومهٔ ستاره‌ای

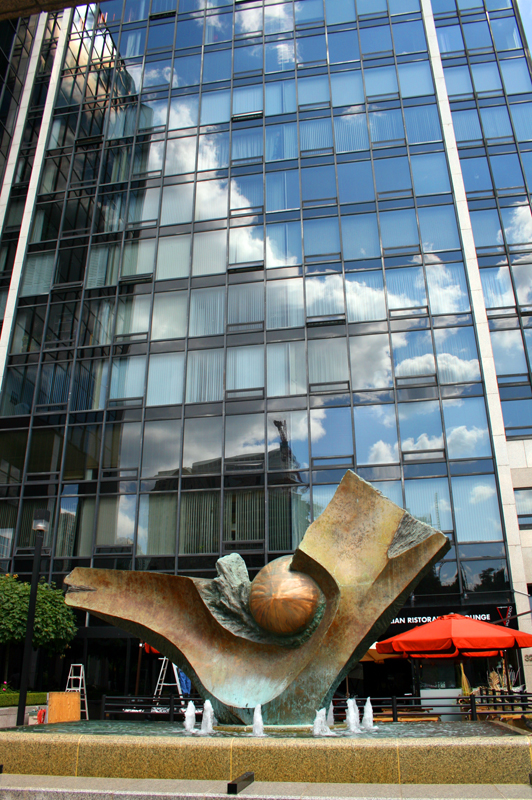
UV Ceti by Andrew Posa (۱۹۸۲)

این منظومهٔ ستاره‌ای در سال ۱۹۴۸ توسط ویلم جاکوب لویتن در جریان گردآوری فهرستی از ستارگان با حرکت مناسب کشف شد. او به حرکت فوق‌العاده بالای آن یعنی ۳٫۳۷ ثانیه قوس در سال اشاره کرد و آن را به عنوان Luyten 726-8 فهرست‌بندی کرد. او به حرکت فوق‌العاده بالای آن یعنی ۳٫۳۷ ثانیه قوس در سال اشاره کرد و آن را به عنوان Luyten 726-8 فهرست‌بندی کرد.